# McDonnell Douglas MD-11

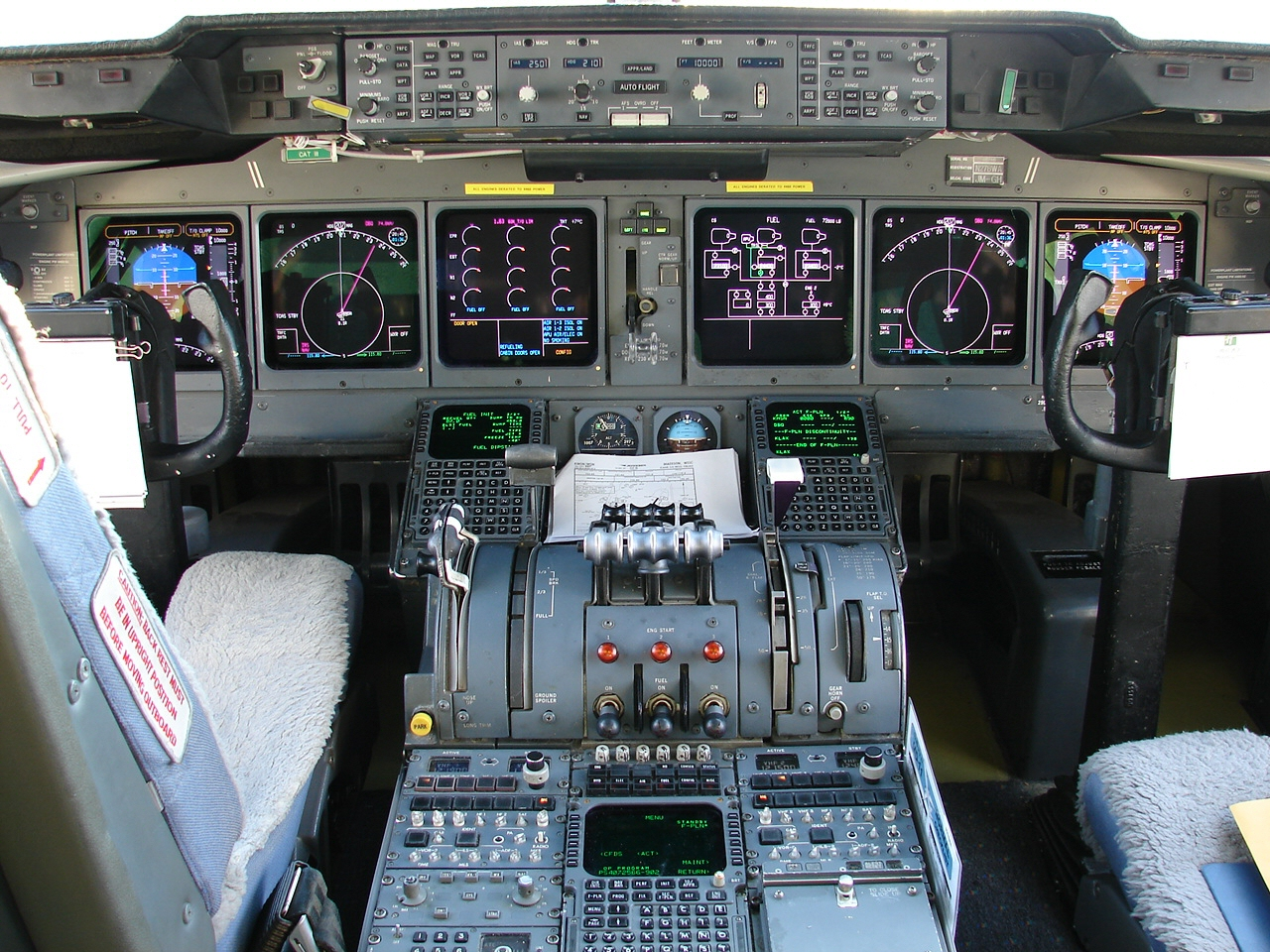
Cockpit.

McDonnell Douglas MD-11 är ett jetdrivet trafikflygplan, som tillverkades av McDonnell Douglas 1990-2000.
MD-11 är en så kallad wide body jet (flygplan med större tvärsnittsomkrets och vanligtvis dubbla mittgångar). Med sina tre jetmotorer och breda kropp tillhör det skaran av större passagerarflygplan. Till utseendet påminner flygplanet mycket om dess föregångare McDonnell Douglas DC-10. Främsta skillnaden är bland annat bättre motorer och att den är utrustad med uppdaterade vingspetsar, samt att enbart 2 piloter behövs, jämfört med föregångaren DC-10 som kräver en tredje pilot/färdmekaniker. Totalt tillverkades 200 exemplar.

## Flygbolag
Flygbolag som flugit med detta plan är bland andra (* = i tjänst december 2014): 
- Aeroflot
- Alitalia
- American Airlines
- China Airlines
- China Eastern Airlines
- City Bird
- Delta Airlines
- * Ethiopian Airlines
- * EVA Air
- * FedEx
- Finnair
- Garuda Indonesia
- JAL
- KLM
- Korean Air
- LTU International
- * Lufthansa Cargo
- Malaysia Airlines
- Mandarin Airlines
- * Martinair (frakt)
- Saudi Arabian Airlines
- Swissair
- Swiss International Air Lines
- TAM Airlines
- Thai Airways
- UPS
- VARIG
- VASP
- World Airways

## Data och prestanda[1]
- Längd: 61,21 m
- Spännvidd: 51,66 m
- Vingyta: 339 m²
- Höjd: 17,60 m
- Tomvikt: 117,4 ton
- Besättning: 2
- Passagerare: 410
- Motorer: 3 x Pratt & Whitney PW4462
- Marschfart: 945 km/h
- Räckvidd: 12 600 km

## Olyckor
9 stycken MD-11:or har blivit förstörda i samband med olyckor t.o.m 31/12 2014, därav 5 dödsolyckor.